# Rogers Place
Rogers Place is een multifunctionele indoorarena in Edmonton, Alberta, Canada. De bouw startte in maart 2014 en het gebouw werd officieel geopend op 8 september 2016. De arena heeft een capaciteit van 18.500 voor hockeywedstrijden en 20.734 als concertlocatie.
Het verving de Northlands Coliseum (geopend 1974) als de thuisbasis van de NHL 's Edmonton Oilers en de WHL 's Edmonton Oil Kings .